# Dimagrante

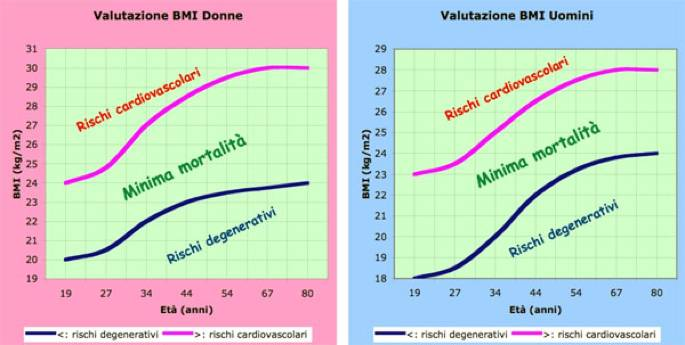
Variazioni di peso e mortalità

Un dimagrente è un prodotto in grado di determinare un dimagrimento più o meno rapido di persone in stato di sovrappeso o addirittura obese. Si possono distinguere preliminarmente due grandi categorie di dimagranti: quelli da banco e quelli con prescrizione.

## I dimagranti da banco
Sul mercato è possibile reperire numerosi dimagranti, che non necessitano di prescrizione medica e, in genere, di autorizzazione ministeriale. Non possono essere reclamizzati come terapie vere e proprie. Solitamente contengono estratti vegetali che vantano proprietà drenanti, disintossicanti, anoressanti, di aumento del metabolismo basale ("brucia-grassi") o di diminuzione dell'assorbimento di grassi e zuccheri.

## Effetti dei dimagranti da banco
L'accelerazione del metabolismo è ottenuta con il tentativo di questi prodotti di innalzare la temperatura corporea o risvegliando l'azione della tiroide (per normalizzare il metabolismo dei soli soggetti in cui l'obesità deriva da una disfunzione tiroidea). Nella realtà, in soggetti sovrappeso che si presentino comunque sani, i meccanismi di controllo dell'organismo sono tali che l'azione del prodotto viene spesso neutralizzata da un'assuefazione che vanifica i benefici iniziali.
Esistono inoltre alcune pillole in grado di eliminare zuccheri e lipidi, intervenendo direttamente sul loro metabolismo, controllandone l'accumulo e bruciando quelli esistenti. Nonostante la loro forte pubblicizzazione, esistono numerose ricerche scientifiche che dimostrano come l'azione possa sussistere soltanto se il soggetto ha una dieta fortemente ipercalorica, bruciando circa il 10% delle calorie introdotte. In caso contrario i risultati non sono realmente apprezzabili.
Infine il senso di fame viene ridotto grazie alla presenza di sostanze come il chitosano o il glucomannano, in grado di comportarsi alla stregua delle spugne, gonfiandosi in presenza di acqua, con conseguente senso di pienezza e impedimento nell'assorbimento dei nutrienti. Generalmente vengono sconsigliati per tempi prolungati a causa dei problemi gastrici (nausea) e intestinali (flatulenza) a cui possono dare origine.

## I dimagranti con prescrizione
Questi prodotti hanno un'efficacia maggiore dei precedenti, ma anche effetti collaterali più consistenti e devono essere impiegati solamente su prescrizione ed esclusivamente da persone realmente obese. Attualmente in Italia è approvato solamente un farmaco dimagrante di questo tipo: l'Orlistat. Ha come effetto quello di bloccare gli enzimi coinvolti nella digestione e nell'assorbimento dei grassi, risultando efficace solo in individui che assumono cibi ad alto contenuto di grassi e non aiutando quindi l'indispensabile modificazione delle abitudini alimentari. In soggetti gravemente obesi vengono prescritte le amfetamine in quanto la sua azione stimolante sopprime l'appetito. Tuttavia il suo utilizzo è raro in quanto, essendo uno stupefacente crea dipendenza.